# Andrew O’Brien
Andrew James O’Brien (ur. 26 czerwca 1979 w Harrogate) – irlandzki piłkarz grający na pozycji obrońcy. Wielokrotny reprezentant kraju.

## Kariera klubowa
Andrew O’Brien urodził się w Harrogate. Zarówno naukę, jak i karierę rozpoczynał w tamtejszej szkole, która nosi nazwę St. John Fisher Catholic High School. Pierwszym klubem w karierze Irlandczyka był Bradford City. Zaczynał w kadrze juniorskiej, ale kilka lat później zadebiutował jako senior w pierwszej drużynie. W 1997 zaliczył debiut w Premier League, w meczu przeciwko Queens Park Rangers. Od marca 2001, czyli przed Mundialem 2002, został kupiony za 200.000 funtów do Newcastle United FC. Zagrał w nim łącznie 120 meczów i zdobył 6 goli. 13 czerwca 2005 podpisał kontrakt z Portsmouth FC. Kwota, jaką musiały zapłacić władze tego klubu wyniosła 200.000 funtów. W nowym zespole zadebiutował 13 sierpnia 2005 w meczu przeciwko Tottenhamowi Hotspur. W 2007 roku O’Brien odszedł do Bolton Wanderers F.C. W 2010 roku został wypożyczony do Leeds United. W 2011 roku został wykupiony przez Leeds. W 2012 przeszedł do Vancouver Whitecaps FC. W 2014 zakończył karierę.

## Kariera reprezentacyjna
Karierę reprezentacyjną O'Brien rozpoczął w reprezentacji Irlandii U-21. W tej kategorii wiekowej rozegrał łącznie 8 spotkań i zdobył jedną bramkę.
W dorosłej drużynie narodowej zadebiutował 6 czerwca 2001 przeciwko reprezentacji Estonii w ramach eliminacji do Mistrzostw Świata 2002. Mecz został wygrany 2:0, a Irlandia zakwalifikowała się do mundialu, na którym O'Brien wystąpił, ale jego reprezentacja odpadła w 1/8 finału.
O’Brien rozegrał w kadrze narodowej 26 spotkań i zdobył jedną bramkę - 9 lutego 2005 w meczu z drużyną Portugalii.